# 小鮎村
小鮎村（こあゆむら）は、神奈川県の中央部に位置した愛甲郡にかつてあった村である。
1955年2月1日に厚木町、南毛利村、玉川村、睦合村と合併し厚木市になった。

## 歴史
- 1889年4月1日 - 町村制が施行。飯山村、上古沢村、下古沢村が合併し小鮎村となった。
- 1955年2月1日 - 厚木町、南毛利村、玉川村、睦合村と合併し厚木市になった。同時に愛甲郡から離脱。

## 経済

### 産業
農業、商工業
『大日本篤農家名鑑』によれば、小鮎村の篤農家は「吉澤亀尾、山川悦三、遠藤利吉、飯塚清、岩崎精三、森久保竹美」などがいた。『神奈川文庫 第五集 百家明鑑』によれば「農蚕の河内屋・石川福太郎、農蚕の油屋・森久保竹美、農蚕の油屋・守屋森三郎、農蚕、質屋の酒屋・中村三左衛門、農業の小島仁之助、荒物商の羽子板屋・中村平助」などがいた。

## 地理
現在の厚木市の中心あたりに位置していた。

## 地域

### 小鮎村役場
現在の厚木市飯山3546に、明治22年の町村制施行の際から大正14年まで置かれていた。現在この土地には村役場跡を示す標柱が建てられており、役場跡は駐車場と居酒屋となった（この駐車場が2006年に整備された際、標柱は100mほど東へ移された）。

### 施設
- 金剛寺[2]（曹洞宗）
- 弘徳寺[2]（浄土真宗本願寺派）

## 出身・ゆかりのある人物
- 安藤覚（衆議院議員） - 飯山生まれ[3]。